# Minh Quân
Minh Quân là một xã cũ thuộc huyện Trấn Yên cũ, tỉnh Yên Bái cũ, Việt Nam.

## Địa lý
Xã Minh Quân có vị trí địa lý:
- Phía đông và phía nam giáp tỉnh Phú Thọ
- Phía tây giáp xã Việt Cường
- Phía bắc giáp thành phố Yên Bái.

Xã Minh Quân có diện tích 30,09 km², dân số năm 2022 là 8.043 người, mật độ dân số đạt 267 người/km².

## Hành chính
Xã Minh Quân được chia thành 8 thôn: Đồng Gianh, Đức Quân, Gò Bông, Hòa Quân, Liên Hiệp, Linh Đức, Ngọn Ngòi, Tiền Phong.

## Lịch sử
Ngày 24 tháng 10 năm 2024, Ủy ban Thường vụ Quốc hội ban hành Nghị quyết số 1239/NQ-UBTVQH15 về việc sắp xếp đơn vị hành chính cấp xã của tỉnh Yên Bái giai đoạn 2023 – 2025 (nghị quyết có hiệu lực từ ngày 1 tháng 12 năm 2024). Theo đó, sáp nhập toàn bộ 10,47 km² diện tích tự nhiên và quy mô dân số là 3.217 người của xã Bảo Hưng vào xã Minh Quân.
Xã Minh Quân có 30,09 km² diện tích tự nhiên và quy mô dân số là 8.043 người.